# قره‌جال
قره‌جال (قزاقی: Қаражал، قاراجال) یک منطقه مسکونی در قزاقستان است که در استان اولی‌تاو واقع شده‌است. قره‌جال ۱۰۰۲۷ نفر جمعیت دارد.